# Зависимость сопротивления от температуры
Сопротивление {\displaystyle R} однородного проводника постоянного сечения зависит от свойств вещества проводника, его длины и сечения следующим образом:
{\displaystyle R={\frac {\rho \cdot l}{S}}}
где {\displaystyle \rho } — удельное сопротивление вещества проводника, {\displaystyle l} — длина проводника, а {\displaystyle S} — площадь сечения. Величина, обратная удельному сопротивлению называется удельной проводимостью. Эта величина связана с температурой формулой Нернст-Эйнштейна:
{\displaystyle \sigma ={\frac {DZ^{2}e^{2}C}{k_{\rm {B}}T}}}
где
- {\displaystyle T} — температура проводника;
- {\displaystyle D} — коэффициент диффузии носителей заряда;
- {\displaystyle Z} — количество электрических зарядов носителя;
- {\displaystyle e} — элементарный электрический заряд;
- {\displaystyle C} — концентрация носителей заряда;
- {\displaystyle k_{B}} — постоянная Больцмана.

Следовательно, сопротивление проводника связано с температурой следующим соотношением:
{\displaystyle R={\frac {l\cdot k_{\rm {B}}T}{SDZ^{2}e^{2}C}}}

Сопротивление зависит от параметров {\displaystyle S} и {\displaystyle l}.